# The Invisible Opera Company of Tibet
The Invisible Opera Company of Tibet is een Britse band die werd opgericht door gitarist Brian Abbott.
De band werd in de zomer van 1992 opgericht met als inspiratie de Australische band Invisible Opera Company of Tibet, die dat jaar op hield te bestaan. De Invisible Opera Company of Tibet was een concept en idee van Daevid Allen.

## Geschiedenis
De naam vindt zijn oorsprong in de band Gong, waar Daevid Allen lid van was. Deze band werkte ook wel onder de naam Compagnie d'Opera Invisible de Thibet. De conceptnaam gaat terug naar de begin jaren 70, en omvatte bredere culturele stroming, een warme stijl-overstijgende en vaak zweverige kunstvormen. Het is rond 1985/86 dat het concept een echte muziekband werd, onder leiding van Russel Hibbs en Allen zelf. In 1988 gaf Allen onder de naam Invisible Opera Company of Tibet enkele workshops in Engeland, waarbij er samen gespeeld werd met andere (amateur)artiesten, waar Brian Abbott aan meedeed.
In datzelfde jaar richtte Fabio Golfetti de Invisible Opera Company of Tibet (Tropical Version Brazil) op, die ook geïnspireerd was geraakt van het project. De oorspronkelijke band uit Australië houdt in 1992 op te bestaan. Abbott besloot in eigen land dan juist een nieuwe groep te starten, onder de naam; The Invisible Opera Company of Tibet. Een jaar later richten de Amerikanen William Faircloth en Dallas Taylor ook een gelijknamige band op. Hoewel die ook het concept van Allen volgen is er geen echt interactie tussen hen en de twee andere dan bestaande bands. In 1998 houdt de Amerikaanse band op te bestaan.
De Britse band en de Braziliaanse band wisselen wel hun materiaal uit, maar hebben hun eigen albums en nummers uitgebracht. Allen en Hibbs speelde meerdere keren als gast op bij de Britse band en verscheen ook als uitgegeven materiaal van de band. De eerste optreden van de Britse band was in september 1992 in Totnes. Hun eerste echt album was Jewel In The Lotus in 1995, na twee cassette-albums, met live en studiomateriaal.

## Bandleden
De basisleden van The Invisible Opera Company of Tibet omvat;
- Brian Abbott (gitaar en zang)
- Jackie Juno (zang en dans)
- Phil Curtis (basgitaar)
- Tracy Austin (drums)
- Trina McDougal (zang)

Daarnaast werken ze samen met andere artiesten voor bepaalde nummers of optredens, zoals; Vivien Goodwin-Darke (zang en dwarsfluit), Philip Whitehouse (basgitaar) en Julian Veasy (keyboard).
Ex-basisleden;
- Tim Hall (basgitaar en zang)
- Steve Hickson (drums en zang)
- Jim Peters (keyboard, dwarsfluit en zang)
- Clive Kinski Buckland-Bork (keyboard)
- Daniel Barber (drums)
- Tim Hawthorn (basgitaar, keyboard en zang)

## Discografie

### Albums
- 1993: Live / Studio 1993 (cassette-album, later ook op CD verschenen)
- 1994: Go Totally Bananas! - Live Spring 1994 (cassette-album, later ook op CD verschenen)
- 1995: The Jewel In The Lotus
- 2011: Live At Sonic Rock Solstice 2011
- 2014: Songs From The Temple Now
- 2019: Surfing The Wave Of The Mystery (Live At Kozfest 2018
- 2020: The Bardo of Becoming
- 2021: Invisible Opera Company Of Tibet Official Bootleg (1993 optreden)

### Singles
- 2013: Tried So Hard (met Daevid Allen)
- 2013: Lilith

### DVD
- 2013: The Onboard The Craft 2013 Festival Live DVD